# 민주헌법쟁취국민운동본부
민주헌법쟁취국민운동본부(民主憲法爭取國民運動本部)는 1987년 5월 27일, 민통련과 당시 야당인 통일민주당이 주축이 되어 각 사회운동 세력과 종교계, 학생운동 조직 등이 광범위하게 연합하여 결성한 정치-사회단체였다. 국민운동본부 또는 국본으로 줄여 부르기도 한다. 건국 이후 최대 규모의 반독재 연합전선을 구축함으로써 6월 민주 항쟁을 주도적으로 이끌었으며 민주화 세력을 결집시켜 정치적 구심체의 역할을 하였다.

## 경과
- 1987년 1월 14일 - 서울대 박종철, 경찰 고문으로 사망.
- 2월 7일 - 전국 주요 도시에서 "박종철군 범국민추도식" 및 도심 시위.
- 3월 3일 - "박종철군 49제와 고문추방 국민대행진" 및 시위.
- 4월 2일 - 서울대학교 학생 학부모 130여 명, 건대사태 등 시국관련 구속학생의 징계철회 요구하며 철야 농성.
- 4월 13일 - "개헌논의 유보"를 내용으로 하는 전두환 대통령 특별담화 발표 (4·13 호헌 조치).
- 4월 14일 - 김수환 추기경 등 각계 인사,  4·13 호헌 조치를 비난하는 시국 성명 발표.
- 4월 24일 - 가칭 "통일민주당 창당 방해 사건" 발생
- 5월 23일 - "박종철 고문살인은폐조작규탄 범국민대회 준비위원회" 결성 및 6월 10일에 규탄대회 갖기로 결정.
- 5월 26일 - 전두환 대통령, 고문치사사건에 대한 책임을 물어 노신영 총리를 이한기로 교체.
- 5월 27일 - "민주헌법쟁취국민운동본부" 결성, "4·13 조치 철회 및 직선제개헌 공동쟁취 선언" 발표.
- 6월 9일 - 연세대생 이한열, 학교 앞 시위 중 부상 (7월 5일 사망).
- 6월 10일 - "민주헌법쟁취국민운동본부" 주최로 성공회서울주교좌대성당에서 "박종철군 고문치사 조작, 은폐 규탄 및 호헌철폐 국민대회" 가 열렸으며, 도심에서 시민들과 학생들이 참여한 민주화시위가 있었다.
  - 민주정의당 전당대회에서 노태우 대표위원을 차기 대통령 후보로 지명.

## 같이 보기
- 민주통일민중운동연합